# زقاق السبع طوالع
زقاق السبع طوالع هو أحد أزقة دمشق، يقع في حي العمارة الجواني، داخل باب الفراديس، شمال الجامع الأموي، ومعنى الطالع هو الخزان الذي يوزع الماء على الأحياء والدور وبعض الساحات، حيث كان لكل بيت أنبوب يصل بالطالع لتزويده بالماء.